# Liste der Baudenkmäler in Fürstenstein
Auf dieser Seite sind die Baudenkmäler in der niederbayerischen Gemeinde Fürstenstein zusammengestellt. Diese Tabelle ist eine Teilliste der Liste der Baudenkmäler in Bayern. Grundlage ist die Bayerische Denkmalliste, die auf Basis des Bayerischen Denkmalschutzgesetzes vom 1. Oktober 1973 erstmals erstellt wurde und seither durch das Bayerische Landesamt für Denkmalpflege geführt wird. Die folgenden Angaben ersetzen nicht die rechtsverbindliche Auskunft der Denkmalschutzbehörde.
 Die Liste gibt den Fortschreibungsstand vom 18. Oktober 2016 wieder und umfasst 22 Baudenkmäler.

## Baudenkmäler nach Ortsteilen

### Fürstenstein
| Lage                                  | Objekt                                    | Beschreibung | Akten-Nr.              | Bild            |
| ------------------------------------- | ----------------------------------------- | --- | ---------------------- | --------------- |
| Bischof-Heinrich-Straße 11 (Standort) | Ehemaliges Gasthaus zum Alten Wirt        | Stattlicher zweigeschossiger und giebelständiger Schopfwalmdachbau mit skulptierten Portal, bezeichnet mit „1809“, im Kern 17. Jahrhundert; Torhaus, zweigeschossiger und traufständiger Walmdachbau mit korbbogiger Durchfahrt mit Gurtbögen. | D-2-75-121-2 Wikidata  | BW              |
| Burgstraße 8 (Standort)               | Pfarrhaus                                 | Zweigeschossiger und traufständiger Satteldachbau mit reicher Fassadengliederung und hölzernen Fensterumrahmungen, Neubarock, 1903. | D-2-75-121-4 Wikidata  | Pfarrhaus       |
| Burgstraße 10 (Standort)              | Schloss Fürstenstein                      | Landschaftsbeherrschende Baugruppe auf länglichem Hügel, anstelle einer mittelalterlichen Grenzburg der Grafen von Hals, 1474 zweigeteilt, Umbau um 1570 durch Baumeister Sigmund Aug für die Schwarzensteiner, danach wechselnde Besitzer, 1836 Privatbesitz, 1848 Brandzerstörung, 1860 Wiederaufbau unter Bischof Heinrich von Hofstätter, 1861–2001 Institut der Englischen Fräulein; unregelmäßige Geviertanlage, westlich Oberes Schloss, zwei dreigeschossige Wohntrakte auf hohem Sockel mit zwei Ecktürmen, im Kern 13./14. Jahrhundert, östlich das Unterschloss, unregelmäßige dreigeschossige Dreiflügelanlage um Innenhof, auf hohem Sockel mit Rundtürmen und gewölbter Einfahrt im östlichen Turm, 1570, 1860 die gesamte Anlage stark überformt; Reste der Schlossmauern, Bruchstein, mittelalterlich, 1860 überformt bzw. neugebaut. | D-2-75-121-5 Wikidata  | weitere Bilder  |
| Burgstraße 11 (Standort)              | Katholische Pfarrkirche Mariä Himmelfahrt | erbaut 1629 nach dem Vorbild der heiligen Kapelle in Altötting, Oktogon mit achtseitiger Kuppel, 1867 nach Westen verlängert, 1956/57 das Langhaus modern ausgebaut; mit Ausstattung. | D-2-75-121-1 Wikidata  | weitere Bilder  |
| Dreiburgenstraße 30 (Standort)        | Gasthaus Kerber                           | Stattlicher dreigeschossiger und firstparalleler Walmdachbau mit Putzgliederungen, im Kern 18. Jahrhundert, wohl im frühen 20. Jahrhundert erneuert. Um 1970 bis auf die Mauern des Erdgeschosses abgebrochen und wieder nachgebaut (deutlich am Anstrich zu sehen). Das Gebäude gehörte zur frühestens Bebauung im Zusammenhang mit dem Schloss. Zudem besteht ein Zusammenhang zur früheren Brauerei im Fürstensteiner „Keller“ an der heutigen Kreuzung der Kreisstraße PA25 und der Staatsstraße St2127. Zuerst hatte es lediglich die Adresse Am Schloss 1/3. | D-2-75-121-6 Wikidata  | Gasthaus Kerber |
| Peigertinger Straße 15 (Standort)     | Kapelle                                   | Giebelständiger Satteldachbau mit stichbogiger Öffnung, 19./20. Jahrhundert. | D-2-75-121-17 Wikidata | BW              |
| Schmiedweg 5 (Standort)               | Zugehöriges Austragshaus                  | Wohnstallhaus, aufgesockelter eingeschossiger Blockbau mit vorschießendem Flachsatteldach, Kniestock und Giebelschrot, 18. Jahrhundert. | D-2-75-121-7 Wikidata  | BW              |

### Fälsching
| Lage                    | Objekt                                          | Beschreibung | Akten-Nr.             | Bild |
| ----------------------- | ----------------------------------------------- | --- | --------------------- | ---- |
| Fälsching 5 (Standort)  | Stadel eines Vierseithofs                       | Verschalter Ständerbau mit geknickten Steildach; Mauer mit Doppeltor, Pforte und farbigem Dekor, 19. Jahrhundert. | D-2-75-121-8 Wikidata | BW   |
| Fälsching 10 (Standort) | Stattlicher geschlossener Vierseithof, Wohnhaus | Zweigeschossiger und giebelständiger Flachsatteldachbau mit Kniestock, Türsturz bezeichnet mit „1821“.            | D-2-75-121-9 Wikidata | BW   |

### Kapfham
| Lage                 | Objekt                                  | Beschreibung | Akten-Nr.              | Bild                                    |
| -------------------- | --------------------------------------- | --- | ---------------------- | --------------------------------------- |
| Kapfham 2 (Standort) | Katholische Filialkirche St. Laurentius | Saalkirche mit eingezogenem Chor, Giebelmauer und Dachreiter mit Zwiebelhaube, Passauer Spätbarock, wohl von Jakob Pawagner 1726ff.; mit Ausstattung. | D-2-75-121-10 Wikidata | Katholische Filialkirche St. Laurentius |

### Kollnbergmühl
| Lage                                           | Objekt      | Beschreibung | Akten-Nr.              | Bild |
| ---------------------------------------------- | ----------- | --- | ---------------------- | ---- |
| Kollnbergmühl 1; Nähe Kollnbergmühl (Standort) | Wassermühle | Wohnhaus, eingeschossiger und traufständiger Schopfwalmbau, bezeichnet mit „1785“ oder „1795“, im Kern älter; ehemaliger Stallstadel, zweigeschossiger Schopfwalmbau mit Fachwerk-Obergeschoss und Hocheinfahrt, bezeichnet mit „1804“; Backhaus, traufständiger Satteldachbau mit Vordach; wohl 19. Jahrhundert. | D-2-75-121-12 Wikidata | BW   |

### Nammering
| Lage                          | Objekt          | Beschreibung                                                                  | Akten-Nr.              | Bild |
| ----------------------------- | --------------- | ----------------------------------------------------------------------------- | ---------------------- | ---- |
| Gramletstraße 9 (Standort)    | Doppel-Backofen | Korbbogig überwölbter Satteldachbau, erste Hälfte 19. Jahrhundert.            | D-2-75-121-14 Wikidata | BW   |
| Nähe Gramletstraße (Standort) | Kapelle         | Giebelständiger Satteldachbau mit rundbogiger Öffnung, Mitte 19. Jahrhundert. | D-2-75-121-13 Wikidata | BW   |

### Panholz
| Lage                 | Objekt        | Beschreibung | Akten-Nr.              | Bild |
| -------------------- | ------------- | --- | ---------------------- | ---- |
| Panholz 8 (Standort) | Weilerkapelle | Origineller Kreuzdachbau mit drei Schweifgiebeln und eingezogener halbrunder Apsis, wohl zweites Viertel 19. Jahrhundert. | D-2-75-121-16 Wikidata | BW   |

### Raming
| Lage                | Objekt                                                         | Beschreibung | Akten-Nr.              | Bild |
| ------------------- | -------------------------------------------------------------- | --- | ---------------------- | ---- |
| Raming 3 (Standort) | Zugehöriger Stadel mit Steilsatteldach und gebogenen Kopfbügen | Erstes Drittel 19. Jahrhundert; Hofkapelle als Kapellenbildstock mit Satteldach und gewölbtem Gehäuse, 19./20. Jahrhundert. | D-2-75-121-18 Wikidata | BW   |

### Reuth
| Lage                | Objekt                | Beschreibung | Akten-Nr.              | Bild |
| ------------------- | --------------------- | --- | ---------------------- | ---- |
| Reuth 14 (Standort) | Zugehörige Hofkapelle | Quaderbau mit Walmdach und stichbogiger Öffnung, 1925; zugehöriger Backofen, giebelständiger Quaderbau mit Satteldach, gleichzeitig. | D-2-75-121-20 Wikidata | BW   |

### Steining
| Lage                  | Objekt     | Beschreibung                                                                          | Akten-Nr.              | Bild |
| --------------------- | ---------- | ------------------------------------------------------------------------------------- | ---------------------- | ---- |
| Steining 1 (Standort) | Wegkapelle | Giebelständiger Satteldachbau mit korbbogiger Öffnung, zweite Hälfte 19. Jahrhundert. | D-2-75-121-22 Wikidata | BW   |

### Unterpolling
| Lage                          | Objekt                              | Beschreibung | Akten-Nr.              | Bild |
| ----------------------------- | ----------------------------------- | --- | ---------------------- | ---- |
| Brückenstraße 31 (Standort)   | Zugehöriger Traidkasten über Remise | Quaderbau mit aufgeständertem Blockbau-Obergeschoss, vorschießendem Flachsatteldach und Traufschrot, mit Hofschrot, bezeichnet mit „1819“.                                        | D-2-75-121-24 Wikidata | BW   |
| Brückenstraße 39 (Standort)   | Wohnteil eines Waldlerhauses        | Eingeschossiger Flachsatteldachbau mit Dachvorschuss und Blockbau-Kniestock, zweite Hälfte 18. Jahrhundert.                                                                       | D-2-75-121-26 Wikidata | BW   |
| Nähe Brückenstraße (Standort) | Dorfkapelle                         | Giebelständiger Satteldachbau mit Rundbogenöffnung, Ende 19. Jahrhundert. | D-2-75-121-27 Wikidata | BW   |
| Nähe Brückenstraße (Standort) | Traidkasten                         | Freistehender Obergeschoss-Blockbau, Erdgeschoss Polygonalmauerwerk, mit vorschießendem Flachsatteldach und zweiseitig umlaufendem Schrot, Anfang 19. Jahrhundert, 1981 versetzt. | D-2-75-121-25 Wikidata | BW   |

### Wendlberg
| Lage                   | Objekt                                                             | Beschreibung                                                                              | Akten-Nr.              | Bild |
| ---------------------- | ------------------------------------------------------------------ | ----------------------------------------------------------------------------------------- | ---------------------- | ---- |
| Wendlberg 1 (Standort) | Zugehöriges Nebengebäude mit zwei Backöfen und ehemaliger Schmiede | Zweigeschossiger und giebelständiger Mansarddachbau, 18. Jahrhundert, im Kern wohl älter. | D-2-75-121-28 Wikidata | BW   |

## Ehemalige Baudenkmäler
In diesem Abschnitt sind Objekte aufgeführt, die früher einmal in der Denkmalliste eingetragen waren, jetzt aber nicht mehr. Objekte, die in anderem Zusammenhang also z. B. als Teil eines Baudenkmals weiter eingetragen sind, sollen hier nicht aufgeführt werden. Aktennummern in diesem Abschnitt sind ehemalige, jetzt nicht mehr gültige Aktennummern.

| Lage                                    | Objekt            | Beschreibung                                                                            | Akten-Nr.              | Bild      |
| --------------------------------------- | ----------------- | --------------------------------------------------------------------------------------- | ---------------------- | --------- |
| Fürstenstein Burgstraße 6 (Standort)    | Haustafel         | Bezeichnet mit „1840“; an der ehemaligen Schule.                                        | D-2-75-121-3 Wikidata  | Haustafel |
| Kollnberg 17 (Standort)                 | Ehem. Traidkasten | Ehem. Traidkasten, Blockbau mit Halbwalmdach, Ende 19. Jahrhundert Ausbau zum Wohnhaus. | D-2-75-121-11 Wikidata | BW        |
| Oberpolling Hochstraße 13 (Standort)    | Wegkapelle        | 19. Jahrhundert; mit Ausstattung; Ecke Hochstraße/Kapellenweg.                          | D-2-75-121-15 Wikidata | BW        |
| Sanzenhof nördlich des Hofes (Standort) | Brechhäusl        | Aus unverputztem Quader- und Bruchsteinmauerwerk, erste Hälfte 19. Jahrhundert.         | D-2-75-121-21 Wikidata | BW        |
| Thurmannsdorf 3 (Standort)              | Hofkapelle        | Spätes 19. Jahrhundert; bei Haus Nummer 3.                                              | D-2-75-121-23 Wikidata | BW        |